# 수궁가
《수궁가》(水宮歌)는 토끼가 자라의 꾐에 빠져 용궁에 가서 죽을 뻔하였다가 기지를 발휘하여 살아 돌아오는 이야기를 뼈대로 하는 판소리 계열의 이야기이다. 토끼전, 별주부전, 토의간, 불로초, 토별산수록, 별토문답, 수궁용왕전, 토별가(兎鼈歌), 토끼타령, 별주부타령 등 다양한 제목으로도 불린다.
이야기의 원형은 《삼국사기》의 김유신 열전에 나타난 구토지설로 무척 오래된 것이다. 오랫동안 구전되던 구토지설은 조선 후기에 들어 창과 글 양쪽에서 정리되기 시작하였다. 서사 구조를 기준으로 읽기를 위해 출간된 소설계열과 공연 대본으로 구성된 판소리계열로 나눌 수 있다.
판소리 수궁가는 신재효가 정리한 판소리 여섯 마당 《춘향가》, 《심청가》, 《흥보가》, 《가루지기타령》, 《수궁가》, 《적벽가》중의 하나로 이 가운데 가루지기타령을 제외한 다섯 마당이 현존하여 전해지고 있다. 소리의 구성에 따라 동편제와 강산제의 두 계열이 있다.
수궁가는 동물을 의인화한 우화이자 서로 속고 속이며 계략을 겨루는 줄거리 때문에 현대까지도 꾸준히 재해석되어 인형극, 연극, 창작 판소리 등으로 공연되고 있다.

## 기원 설화
불경의 여러 전생 설화에 비슷한 내용이 전하고 있다. 한국에서는 삼국시대 무렵 불경에서 전해진 이야기가 변형을 거쳐 정착되었다.
642년 백제의 의자왕은 신라 김춘추의 사위 김품석이 성주로 있는 대야성을 공격하여 함락시킨다. 김춘추는 백제에 대항하기 위해 고구려로 건너가 보장왕에게 구원을 청한다. 그러나 보장왕은 이전에 신라가 점령한 죽령 이북을 고구려에게 돌려주어야 원병을 보낼 수 있다고 주장한다. 김춘추는 이러지도 저러지도 못하고 고구려에 구금되었다. 김춘추는 도움을 얻기위해 고구려 왕의 총신 선도해에게 청포 3백필을 몰래 주었고, 선도해는 귀토지설(龜兔之說, 거북이와 토끼 이야기)을 들려주어 방도를 암시한다.
 春秋 以青布三百歩 密贈 王之寵臣 先道解. 道解 以饌具來 相飮酒酣 戱語曰 子亦甞聞 龜兔之說乎. 昔 東海龍女 病心 醫言 得兔肝 合藥則可療也. …… 兔曰 噫 吾 神明之後 能出五蔵洗 而納之 日者 小覺心 煩遂出肝心洗之 暫置巖石之底 ……

춘추가 청포 삼백필을 왕이 총애하는 신하 선도해에게 몰래 주었다. 도해는 답례차 방문하여 술상을 배풀고 농담하듯 말하기를 그대 또한 거북이와 토끼 이야기를 들어보았을 것이오. 옛날에 동해 용왕의 딸이 병에 걸렸는데 의원이 말하길 토끼 간이 약이된다고 하였소. …… 토끼가 말하길 내가 천지신명의 기운에 힘입어 오장을 꺼내 씯고 다시 넣을 수 있는데 오늘 하필 간을 꺼내 씯어 바위 밑에 넣어 놓고 온 것을 깜박하고 왔구려. …… — 《삼국사기》 권41 열전 김유신

선도해의 뜻을 알아차린 김춘추는 보장왕에게 글을 올려 자신이 신라로 돌아가면 선덕왕을 설득하여 죽령 이북의 땅을 돌려주겠다고 약속한다. 김춘추가 오랫동안 고구려에서 돌아오지 않자 김유신은 병력을 이끌고 구출에 나섰고 이러한 것들이 맞물려 신라로 돌아갈 수 있었다. 신라로 돌아간 김춘추는 자신의 약속이 강압에 의해 어쩔 수 없이 이루어 진 것이라며 파기한다.
이 이야기를 통해 동물을 의인화한 우화로 상황을 설명하는 관습이 이미 삼국시대부터 있었다는 것을 짐작할 수 있다. 김부식은 귀토지설과 관련하여 전하는 옛 기록 두 가지 가운데 김유신의 행적을 적은 쪽을 택하여 기록하였다고 밝혔지만, 김부식이 당대에 구전되던 이야기가 이 상황과 맞다고 생각하여 덧붙인 것일 수도 있다. 충북대학교 국어교육과 정충권 교수는 선도해가 뇌물을 받아 자신의 왕을 배반한 것일 수도 있지만 시시각각 신라의 동향이 염탐되어 보고 되고 있던 고구려의 입장에서는 김유신이 이끌고 온 구출대와 불필요한 무력 충돌을 하느니 적당한 명분을 만들어 풀어주기 위한 조치였을 수도 있다고 해석한다.

## 내용
수궁가는 약 100여 종의 판본이 전하며 판본마다 세세한 내용은 조금씩 다르지만 큰 줄기로 동해 용왕이 병이난 대목, 토끼의 간이 약이라고 듣는 대목, 자라가 세상에 나아가 토끼를 수궁으로 데려오는 대목, 토끼가 간을 두고 왔다고 거짓말하여 풀려나는 대목은 공통적이다. 근대 명창 가운데 한 명인 박동진이 정리한 대목은 다음과 같다.
- 용왕이 득병하는 대목: 남해 용왕이 새로 궁궐을 짓고 축하연을 열다 과음을 하였는 지 우연히 병이 든다.
- 도사가 토끼 간 처방내리는 대목: 홀연히 도사가 나타나 진맥을 하고 온갖 약과 침구를 써도 병이 낫지 않자 토끼의 간이 약이 되리라 말하고 사라진다.
  - 이 대목 가운데 도사가 맥을 짚고 약과 침구를 쓰는 부분은 흔히 《약성가》라고 불린다.[12]
- 별주부가 아뢰는 대목: 용왕이 수궁의 만조백관을 불러 모아 토끼의 간을 구할 신하를 찾는다. 아무도 선뜻 나서지 못하는데 방게가 다녀 오겠다고 하지만 다들 미심쩍어 한다. 이때 주부 자라가 자신이 다녀오겠다고 나서자 용왕이 허락한다.
- 토끼 화상: 자라가 토끼를 본 적이 없어 토끼의 화상을 그려주길 청한다. 수궁가 중에서 널리 불리는 대목 가운데 하나이다.[13]
- 별주부 모친과 마누라 작별하는 대목: 별주부가 세상에 가 토끼를 잡아오겠다고 하니 모친이 삼대독자가 어딜가느냐며 말린다. 아내는 몸성히 다녀오라 인사하는데 별주부는 아내가 뒷집 남생이와 눈이 맞을까 걱정한다.
- 산천경개(고고천변): 별주부가 세상에 나올 때 산천의 모습을 노래한 대목이다. 판소리에서 따로 떨어져 〈고고천변〉이라는 이름의 가야금 병창으로 자주 연주된다.[14]
- 날짐승들 상좌 다투는 대목: 별주부가 세상에 나오니 온갖 새들이 모여 노는데 서로 윗자리를 차지하겠다고 말다툼을 한다.
- 길짐승들 상좌 다투는 대목: 새들이 윗자리를 차지하겠다고 다투는 옆에서는 길짐승들이 윗자를 차지하겠다고 다투고 있다. 온갖 고사를 갖다 붙여 자신의 나이가 많다고 다투는 부분이 지략담의 재미를 느끼게 한다.
- 호랑이 나이 자랑하는 대목:  호랑이가 옛일을 들며 자신이 가장 나이가 많다고 자랑하는 대목이다. 판본에 따라서는 이 대목이 없는 것도 많은데 임방울 창본에서는 이 대목이 빠져 있다. 날짐승 다투는 대목에서 호랑이 나이 자랑 대목까지를 묶어 〈상좌 다툼 대목〉이라고도 부른다.[15]
- 별주부 호생원 부르는 대목: 별주부가 토끼를 부른다고 토생원 하려는 것이 실수로 호생원을 불러 호랑이가 별주부 앞에 나타나는 대목이다. 자라란 말에 호랑이가 입맛을 다시자 별주부가 살아보려고 자신이 자라가 아니라 두꺼비라고 우겨보지만 통하지 않는다.

범나려 온다 범이 나려온다 송림 깊은 골로 한 짐생이 내려온다 누에머리를 흔들며 양귀 쭉 찢어지고 몸은 얼쑹덜쑹 꼬리는 잔뜩 한발이 넘고 동이 같은 앞다리 전동같은 뒷다리 새낫같은 발톱으로 엄동설한 백설격으로 잔디뿌리 왕모래 좌르르르르르 헛치고 주홍입 쩍 벌리고 자래 앞에거 우뚝서 홍행홍행 허는 소리 산천이 뒤덮고 땅이 툭 깨지난 듯 자라가 깜짝놀래 목을 움치고 가만히 엎졌을 때 — 수궁가 별주부 호생원 부르는 대목 〈범 내려온다〉 중에서

- 호랑이 쫓겨가는 대목: 궁지에 몰린 자라가 오히려 목을 쭉 늘이고 호랑이 밑으로 달려가 호랑이 뒷다리(또는 성기)를 물자 호랑이가 깜짝 놀라 의주까지 도망간 뒤 오히려 자신이 날랬기에 망정이지 큰일날 뻔 하였다고 안도하는 대목이다.
- 토끼 별주부 통성명 대목: 별주부와 토끼가 서로 만나 통성명을 하는 대목이다.
- 세상풍경,토끼 팔란 내력: 토끼가 자신이 얼마나 유유자적 안분지족 하며 사는 지 자랑하는 대목이다.
- 자라가 토끼를 유인하는 대목: 자라가 토끼 팔자가 실은 온갖 맹수에게 쫓기고 겨울에 굶주리며 날마다 사냥꾼을 걱정하는 팔자라는 점을 밝히며 수궁에 가면 훈련대장은 틀림 없이 할 것이라 유인한다.
- 토끼 수궁 들어가는 대목,소상팔경: 토끼가 수궁에 들어가 수중의 경치를 즐기는 대목이다. 소상팔경은 원래 중국 동정호의 경치를 노래한 단가로 수궁가 외에도 〈심청가〉에서도 불린다.[16] 이 대목에 범피중류를 넣는 경우도 있다. 심청가 역시 수궁을 배경으로 하고 있어서 심청가에 있던 대목이 수궁가로 넘어온 것이다.[17]
- 토끼 용왕앞에 붙들려가는 대목: 수궁에 당도한 별주부는 토끼를 궐 앞에 두고 입시하여 다녀왔노라 알리고 좌우나졸과 금군이 일시에 달려들어 토끼를 붙잡는다. 이 대목은 〈좌우나졸〉이라는 이름으로도 알려져 있다.[18]

좌우나졸 금군 모조리 순령수 일시에 내달아 토끼를 애워쌀제 진황 만리장성 쌓듯 산양 싸움에 마초 쌓듯 첩첩이 들러싸고 토끼 들이쳐 잡는 거동 영문출사 도적잡듯 토끼 두 귀를 꽉 잡고, "네가 이놈 토끼냐?" — 수궁가 토끼 용왕앞에 붙들려가는 대목 중에서

- 토끼 용왕을 속이는 대목: 토끼가 간을 산속에 두고 왔다고 용왕을 속인다. 용왕이 의심하지만 제 몸에 간을 넣었다 빼었다 하는 구멍이 있다고 보여주며 믿게 한다. 이 대목은 〈말을 허라니 허오리다〉라는 이름으로도 알려져 있다.[18]
- 수궁 주연,토끼 수궁을 나오는 대목: 용왕이 토끼의 말을 믿고 주연을 배푼다. 술이 들어가자 토끼의 간이 촐랑거리고 범치가 이를 눈치챈다. 토끼가 더 있다가는 정말 죽겠다고 생각하고 한시가 급하니 얼른 가서 간을 가져오겠다고 한다. 별주부가 울면서 용왕을 만류하지만 하릴 없이 토끼를 다시 산으로 보내주게 된다.
- 산천경치 구경하는 대목: 토끼가 다시 세상으로 돌아와 산천을 구경하는 대목이다.
- 토끼 별주부를 골탕먹이는 대목: 토끼가 용왕을 비웃으며 자라를 골탕먹인다.
- 토끼 덫에 걸리는 대목: 집으로 돌아가던 토끼는 사냥꾼의 덫에 걸리지만 죽은 지 오래되어 썩은 것처럼 속이고 살아난다.
- 토끼 독수리에 붙잡히는 대목: 토끼가 집에 다 왔는데 독수리에게 붙잡힌다. 토끼는 자신이 수궁에 갔다가 의사줌치라는 신통한 주머니를 얻었다고 독수리를 속이고 굴 속으로 도망친다. 이 대목은 〈의사줌치〉라고도 불린다.

## 평가
수궁가는 약자가 강자를 꾀와 용기로 이기는 우화이다. 강자인 용왕은 주색에 빠져 병이나고 약자인 토끼는 꾀를 내어 위기를 벗어난다. 또한 큰 줄거리에서 벗어난 여러 부분에서 등장인물들이 서로의 지략을 겨루는 지략담이기도 하다. 날짐승과 들짐승들은 상좌 다툼을 하며 지략을 겨루고, 호랑이를 만난 자라 역시 자신의 지략으로 위기를 벗어나며, 수궁가는 토끼를 만류하는 여우도 자신의 지략으로 토끼의 어리석음을 탓한다. 이러한 이야기들은 판소리가 형성되는 과정에서 여러 창작자들의 손을 거쳐 보태어 졌으리라 생각되고 있다.
판소리의 소재 면에서 수궁가는 사설로만 전하여지는 장끼타령을 빼면 동물을 주인공으로 내세운 온전한 형식을 갖춘 유일한 판소리 마당이다.

## 창본
판소리 수궁가의 전승 계보는 크게 보아 송우룡의 제자인 유성준이 편성한 동편제 계열과 박유전에서 출발하여 정재근, 정응민, 정권진으로 이어진 강산제가 있다. 두 계열은 큰 줄거리는 같으나 크고 작은 대목에서 넣고 빠지는 이야기들이 있어 차이를 보인다. 서편제의 전승은 소실되었다.

## 영향
수궁가는 흥미를 끄는 소재와 동물을 내세운 우화란 점과 풍자극의 특성을 지니는 점 때문에 계속하여 새롭게 해석되고 있다. 수궁가를 원전으로 하는 연극으로는 1980년대 초반의 《토선생전》과 같은 것들이 있고, 아동용 인형극으로도 자주 각색된다.
전통적인 형식의 판소리 공연에서도 꾸준히 공연되고 있으며 최근에는 현대적으로 해석한 밴드의 공연도 이루어지고 있다. 소재만을 따와 노래를 만들기도 한다.

## 같이 보기
- 창극
- 판소리
- 고수 (판소리)
- 한국의 문화